# Golfclub de Gulbergen
De Golfclub de Gulbergen is een Nederlandse golfclub in Mierlo in de provincie Noord-Brabant. De club is in 1990 opgericht en heeft ongeveer 1300 leden.
De baan ligt op Landgoed Gulbergen op een voormalige vuilstortplaats. Het hoogste punt ligt 65m boven NAP. Er zijn 9 holes met de A-status [de Libellenbaan] en 9 holes met de B-status (de Sprookjesbaan). Daarnaast is er nog de 9 holes Old Course (3320mtr) met de C-status en een par van 62.
Sinds 2003 wordt er de Gulbergen Jeugd Open op de club georganiseerd.